# Surtauville
Surtauville is een gemeente in het Franse departement Eure (regio Normandië) en telt 355 inwoners (1999). De plaats maakt deel uit van het arrondissement Les Andelys.

## Geografie
De oppervlakte van Surtauville bedraagt 4,4 km², de bevolkingsdichtheid is 80,7 inwoners per km².
De onderstaande kaart toont de ligging van Surtauville met de belangrijkste infrastructuur en aangrenzende gemeenten.

## Demografie
Onderstaande figuur toont het verloop van het inwonertal (bron: INSEE-tellingen).